# Liste der deutschen Feuerschiffspositionen
In der Liste der deutschen Feuerschiffspositionen sind die Stationen der ehemaligen bemannten deutschen Feuerschiffe mit ihrer geographischen Position verzeichnet. Dazugehörig sind chronologisch, soweit bekannt, die eingesetzten jeweiligen Feuerschiffe aufgelistet.
Geografisch sind die Feuerschiff-Stationen entlang der deutschen Küste von West (Nordsee) nach Ost (Ostsee) aufgeführt.

## Übersicht
Mit der Entwicklung der Seeschifffahrt, besonders der Frachtsegler und dem enormen zahlenmäßigen Anstieg der Dampfschiffe, ging auch die navigatorische Sicherstellung durch den Bau von Leuchttürmen in Deutschland im 18. und 19. Jahrhundert einher. Aufgrund der örtlichen Bedingungen der Küstenlinie an den klassischen Anlandehäfen wurde auch der Einsatz schwimmender bemannter und mit einem Leuchtfeuer ausgestatteter Schiffe erforderlich.
Es waren mehr als 20 Feuerschiffstationen mit weit mehr als 50 Feuerschiffen in einem Zeitraum von über 150 Jahren deutscher Seefahrtsgeschichte im Einsatz. Nur wenige Feuerschiffe, mittlerweile über 100-jährig, sind heute noch als Museumsschiff oder Segelschiff als Zeitzeuge erhalten geblieben und wichtige Kulturdenkmale unserer maritimen Geschichte.

## Stationen Nordsee
| Stationsname           | Auslegung                               | Aufhebung | Bereich                     | Stationsposition                    | Bemerkungen |
| ---------------------- | --------------------------------------- | --------- | --------------------------- | ----------------------------------- | --- |
| Station Borkumriff     | FS BORKUMRIFF, 2006                     |           | Borkum                      | 53° 49′ 31″ N, 6° 29′ 21″ OSeekarte | Station Borkumriff: besetzt von 1875 bis 1988                                                                  |
| FS BORKUMRIFF I        | 1875                                    | 1902      | Emsmündung                  |                                     | Hölzerner Dreimastsegler                                                                                       |
| FS BORKUMRIFF II       | 1902                                    | 1911      | Emsmündung                  |                                     | Dreimast Segelschiff aus Eisen                                                                                 |
| FS BORKUMRIFF III      | 1911                                    | 1956      | Emsmündung                  | 53° 43′ 00″ N, 006° 23′ 00″ O       | Dreimast Segelschiff mit Clipperrumpf                                                                          |
| FS BORKUMRIFF IV ()    | 1956                                    | 1988      | Emsmündung                  | 53° 48′ 00″ N, 006° 22′ 00″ O       | Dreimast Feuerschiff von 54 m Länge, heute Museumsschiff in Borkum.                                            |
| Station Norderney      | FS NORDERNEY (ex. WESER), 2018          |           | Ostfriesische Inseln        | 53° 55′ 0″ N, 7° 14′ 0″ OSeekarte   | Station Norderney: besetzt von 1907 bis 1939                                                                   |
| FS NORDERNEY I ()      | 1907                                    | 1936      | Nordsee, wechselnd          | RESERVE Feuerschiff                 | Rotes 3-Mast-Schiff, als Museumsschiff in Wilhelmshaven.                                                       |
| FS NORDERNEY II        | 1907                                    | 1939      | Ostfriesische Inseln        | 53° 55′ 39″ N, 007° 13′ 58″ O       | Rotes zweimastiges Stahlschiff.                                                                                |
| Station Außenjade      |                                         |           | Außenjade                   | 53° 52′ 0″ N, 7° 57′ 0″ OSeekarte   | Station Außenjade: besetzt von 1871 bis 1939                                                                   |
| FS AUSSENJADE I        | 1871                                    | 1903      | Außenjade                   |                                     | Rotes Holzboot mit Drei Pfahlmasten.                                                                           |
| FS AUSSENJADE II       | 1903                                    | 1939      | Außenjade                   | 53° 52′ 00″ N, 007° 57′ 00″ O       | Roter Dreimastsegler, heute Gaffelschoner SUNTHORICE.                                                          |
| Station Minsenersand   |                                         |           | Außenjade                   | 53° 50′ 0″ N, 8° 5′ 0″ O            | Station Minsenersand: besetzt von 1876 bis 1939                                                                |
| FS MINSENERSAND II     | 1914                                    | 1939      | Außenjade                   |                                     | Roter Dreimastsegler.                                                                                          |
| Station Genius Bank    |                                         |           | Innenjade                   | 53° 35′ 0″ N, 8° 11′ 0″ O           | Station Genius-Bank: besetzt von 1878 bis 1920                                                                 |
| FS GENIUSBANK          | 1878                                    | 1920      | Innenjade                   |                                     | Rotes hölzernes Schiff mit Pfahlmast und dem Namen „GENIUS-Bank“ in weißen Buchstaben auf beiden Seiten.       |
| Station Weser          |                                         |           | Wesermündung                | 53° 54′ 0″ N, 7° 49′ 0″ OSeekarte   | Station Weser: besetzt von 1818 bis 1981                                                                       |
| LS WESER               | 1840                                    | 1869      | Wesermündung                |                                     | Hölzerne, zweimastige Galiote.                                                                                 |
| FS WESER ()            | 1874                                    | 1889      | Wesermündung                |                                     | Eiserner Dreimast-Schoner mit Pfahlmasten.                                                                     |
| FS WESER I             | 1889                                    | 1954      | Wesermündung                |                                     | Dreimastiges rotes Eisenschiff.                                                                                |
| FS WESER II            | 1954                                    | 1981      | Wesermündung                |                                     | ex. FS NORDERNEY I, Rotes 3-Mast-Schiff, zuletzt bis 2017 als Museumsschiff in Wilhelmshaven.                  |
| Station Bremen         | FS BREMEN II (ex. JASMUND), 1928        |           | westlich Tegeler Plate      | 53° 47′ 0″ N, 8° 13′ 0″ OSeekarte   | Station Bremen(ex.Mellum Plate): besetzt von 1840 bis 1966                                                     |
| FS BREMEN              | 1853                                    | 1901      | Wesermündung                | 53° 54′ 00″ N, 007° 49′ 00″ O       | Galiote aus Holz.                                                                                              |
| FS BREMEN              | 1900                                    | 1925      | Wesermündung                | 53° 47′ 00″ N, 008° 09′ 00″ O       | ex. FS WESER.                                                                                                  |
| FS BREMEN II           | 1925                                    | 1939      | Wesermündung, Tegeler Plate |                                     | ex. FS JASMUND.                                                                                                |
| FS BREMEN III          | 1954                                    | 1966      | Wesermündung, Tegeler Plate |                                     | ex. FS WESER I.                                                                                                |
| Station Elbe           | FS ELBE 1 (ex. BM O'SWALD II), 2012     |           | Elbmündung                  | 54° 0′ 0″ N, 8° 16′ 0″ OSeekarte    | Station Elbe: besetzt von 1816 bis 1988                                                                        |
| FS ELBE 1 ()           | 1816                                    | 1988      | Elbmündung                  | 54° 00′ 00″ N, 008° 10′ 40″ O       | Ab 1948 bis 1988 FS BM O'SWALD II. Seit 1990 Museumsfeuerschiff ELBE 1 in Cuxhaven.                            |
| FS ELBE 2              | 1827                                    | 1973      | Elbmündung                  | 53° 59′ 37″ N, 008° 24′ 51″ O       | Ab 1873 FS NEPTUN, 1885 FS CASPAR                                                                              |
| FS ELBE 3 ()           | 1854                                    | 1978      | Elbmündung                  | 53° 57′ 21″ N, 008° 37′ 20″ O       | Ab 1854 mit Leuchtscchiff ERNST, 1877 FS JACOB HINRICH. Seit 1979 als Museumsfeuerschiff ELBE 3 in Hamburg.    |
| FS ELBE 4              | 1875                                    | 1944      | Elbmündung am Mittelgrund   | 53° 55′ 21″ N, 008° 40′ 08″ O       | Ab 1875 FS ERNST, ab 1885 FS NEPTUN, ab 1911 FS Senator BROCKES                                                |
| FS ELBE 5              | 1905                                    | 1919      | Elbmündung NO von Neuwerk   | 53° 56′ 36″ N, 008° 39′ 55″ O       | Ab 1905 bis 1909 FS GUSTAV HEINRICH.                                                                           |
| FS OSTE-RIFF           | 1891                                    | 1921      | Elbe, Mündung der Oste      | 53° 51′ 08″ N, 009° 02′ 40″ O       | Einmastiges rotes Schiff mit weißem Namen OSTE RIFF                                                            |
| FS KRAUTSAND           | 1859                                    | 1877      | Elbe, Krautsand             |                                     | Einmastiger hölzerner Ewer.                                                                                    |
| FS KRAUTSAND II        | 1891                                    | 1910      | Elbe, Krautsand             |                                     | Einmastiges rotes Schiff mit weißem Namen KRAUTSAND.                                                           |
| FS SCHULAU             | 1839                                    | 1899      | Elbe, bei Wedel             |                                     | 1859 auf der Elbe bei Wedel-Schulau als Ersatz für das abgängige FS SCHULAU I. 1899 Station Schulau aufgelöst. |
| FS LÜHE                | 1844                                    | 1866      | Elbe, Mündung der Lühe      |                                     | Auf der Elbe vor der Lühe-Mündung ausgelegt. 1866 Station Lühe aufgelöst.                                      |
| FS GRAUER ORT          | 1866                                    | 1877      | Elbe, Mündung der Schwinge  |                                     | Ab 1866 ex. FS LÜHE umbenannt und an den Stadersand ausgelegt. 1877 Station Grauer Ort aufgelöst.              |
| Station Innere Eider   |                                         |           | Nordsee, Eidermündung       | 54° 15′ 0″ N, 8° 37′ 0″ O           | Station Innere Eider: besetzt 1815–1864 dänisch, 1864–1926 deutsch                                             |
| LS INNERE EIDER        | 1815                                    | 1926      | Eidermündung                | 54° 13′ 37″ N, 008° 37′ 00″ O       | Zweimastige Signal-, Feuer- und Lotsen-Galiot.                                                                 |
| Station Aussen-Eider   | FS FEHMARNBELT (ex. AUSSENEIDER), 2009  |           | Eidermündung                | 54° 16′ 1″ N, 8° 16′ 9″ OSeekarte   | Station Aussen-Eider: besetzt 1864–1944                                                                        |
| FS EIDER               | 1868                                    | 1909      | Eidermündung                |                                     | Hölzerner Dreimast-Schoner, schwarz angestrichen mit weißem Namen EIDER bis 1877.                              |
| FS EIDER II ()         | 1909                                    | 1939      | Eidermündung                |                                     | Rotes Dreimast Schiff mit weißem Namen EIDER.                                                                  |
| FS AUSSENEIDER         | 1908                                    | 1944      | Eidermündung                | 54° 16′ 01″ N, 008° 16′ 09″ O       | Rotes Stahl-Schiff mit drei Pfahlmasten.                                                                       |
| Station Amrumbank      | FS DEUTSCHE BUCHT (ex. AMRUMBANK), 2006 |           | Insel Amrum                 | 54° 31′ 30″ N, 7° 50′ 24″ OSeekarte | Station Amrumbank: besetzt von 1907 bis 1939                                                                   |
| FS AMRUMBANK I         | 1907                                    | 1917      | Nordfriesische Inseln       | RESERVE Feuerschiff                 | Rotes, zweimastiges Schiff (Pfahlmasten) mit einer 3-Mast-Gaffelschoner-Besegelung.                            |
| FS AMRUMBANK II ()     | 1919                                    | 1939      | Nordfriesische Inseln       | 54° 33′ 00″ N, 007° 53′ 00″ O       | Feuerschiff mit über 50 m Länge.                                                                               |
| Station Deutsche Bucht | FS DEUTSCHE BUCHT (ex. AMRUMBANK), 2008 |           | Nordfriesische Inseln       | 54° 5′ 0″ N, 7° 26′ 0″ OSeekarte    | Station Deutsche Bucht: besetzt von 1969 bis 1986                                                              |
| FS DEUTSCHE BUCHT      | 1969                                    | 1983      | Nordfriesische Inseln       |                                     | ex. FS AMRUMBANK II. Heute als Museumsschiff in Emden.                                                         |
| FS DEUTSCHE BUCHT      | 1983                                    | 1986      | Nordfriesische Inseln       | 54° 05′ 00″ N, 007° 26′ 00″ O       | ex. FS KIEL III                                                                                                |

Anmerkungen
1. ↑  Das Feuerschiff wurde 1875 auf der Bauwerft H. Klattenhoff, Emden gebaut, ein 32 m Dreimast-Segelschiff, von 1902 bis 1911 RESERVE-Feuerschiff. Im Jahre 1911 erfolgte die Außerdienststellung. Der weitere Verbleib ist unbekannt, es wurde vermutlich abgewrackt.
2. ↑  Es wurde 1902 von der Werft A.G. "Weser" in Bremen als eisernes Dreimast-Segelschiff mit einer Länge von 48 m gebaut. Ab 1911 folgte eine wechselvolle Geschichte. Nachdem es zunächst Ersatzfeuerschiff gewesen war, wurde es bis zu seiner Außerdienststellung 1951 auf sechs unterschiedlichen Positionen eingesetzt. Im September 1952 wurde es zum Abwracken an die Fa. Ritscher in Hamburg verkauft.
3. ↑  1911 auf der Bauwerft Jos.L. Meyer in Papenburg fertiggestellt. Das Schiff bestach durch seinen scharf geschnittenen Clipperrumpf. Nach 45 Dienstjahren 1956 durch den vierten Neubau abgelöst. Bis zu endgültigen Außerdienststellung 1959 diente es noch auf verschiedenen Nordsee-Positionen als RESERVE-Feuerschiff. Als Piratensender (Offshoreradio) „Veronica“ lag es bei Scheveningen vor der niederländischen Küste bis 1964 und wurde endgültig im belgischen Zeebrügge verschrottet.
4. ↑  Gebaut 1954 auf der Norderwerft Käser & Meyer in Hamburg, Bau-Nr. 813. Nach ihrer Außerdienststellung am 15. Juli 1988 wurde es als letztes deutsches Feuerschiff vom Förderverein Feuerschiff Borkumriff e. V. erworben und liegt als Museumsschiff im Borkumer Hafen.
5. ↑  Das Feuerschiff wurde 1906 bis 1907 ursprünglich als 3-Mast-Segler entworfen, zusammen mit seinem Schwesterschiff NORDERNEY II in der Bauwerft A.G. "Weser" in Bremen für das Tonnen- und Bakenamt zum Preis von 690.000 Reichsmark gebaut. Angetrieben wurde das Schiff zunächst von einer 150 PS leistenden Dampfmaschine. 1952 bis 1954 wurde der Antrieb im Zuge einer Modernisierung des Schiffes umgestellt, dabei wurde das Schiff mit einem Sechszylinder-MWM-Dieselmotor mit einer Leistung von 228 kW ausgerüstet. Von 1907 als RESERVE-Feuerschiff für andere Stationen in der Nordsee. 1936 bis 1948 auf Station ELBE 1. 1949 bis 1952 RESERVE-Feuerschiff ELBE , WESER, BREMEN. 1954 wurde das Schiff dann auf der Station Weser ausgelegt, in den Jahren 1955 und 1956 aber wegen schlechter See-Eigenschaften und zu niedriger Motorenleistung nach dem Umbau von Dampf- auf Motorenantrieb auf die Station Bremen verlegt. 1956 wurden schließlich erneut Umbauarbeiten am Schiff durchgeführt. Anschließend wurde es wieder auf der Station Weser ausgelegt. Das Leuchtfeuer hatte eine Tragweite von 19 Seemeilen. 1981 wegen zu hoher Unterhaltungskosten als letztes Feuerschiff auf der Weser außer Dienst gestellt. Auf der Station Weser wurde eine Großtonne ausgelegt. Das Schiff wurde zunächst aufgelegt. Am 1. März 1983 übernahm die Segelkameradschaft Klaus Störtebeker e. V. in Wilhelmshaven das Schiff und unterhielt es als Museums- und Restaurantschiff am Bontekai. Ab 2017 am Nordfrostkai, dann im Handelshafen aufgelegt und nicht mehr zugängig. 2023 Restaurierung auf der Neuen Jadewerft, ab Oktober 2024 als Museumsschiff am Bontekai.
6. ↑  Das Feuerschiff wurde 1906 bis 1907 zusammen mit seinem Schwesterschiff NORDERNEY I von der Bauwerft A.G."Weser" für das Tonnen- und Bakenamt gebaut. Angetrieben wurde das Schiff zunächst von einer 150 PS leistenden Dampfmaschine. Bau-Nr. 157. 1914-1918 Kriegsmarine, 1920 bis 1939 auf Station, 1939 bis 1944 als Leuchtschiff auf versch. Stationen, im September 1944 bei Luftangriff versenkt.
7. ↑  1869/70 auf der Königlich Preußische Schiffswerft, Danzig als Holzboot mit Pfahlmasten gebaut. 1871 auf Station ausgelegt.
8. ↑  1903 als Dreimastsegler auf der Jos.L.Meyer Werft in Papenburg, Bau-Nr. 162, gebaut. Auf Station ausgelegt bis zur Aufhebung. Einsatz auf Zwangsweg, VTG Ems 1951–1978, Außerdienststellung. Umbau zum Dreimast-Gaffelschoner WHITE SHARK, ab 2000 als Charterer SUNTHORICE
9. ↑  1913/14 als Ersatz für den abgegangenen Vorgänger Baujahr 1873/74 auf der G.H.Thynen Werft in Brake gebaut. Von 1914 bis 1918 zur Probe als FS HELGOLAND ausgelegt. Von 1920 auf Station ausgelegt bis zur Aufhebung. Im Kriegs-Einsatz 1945 vor Swinemünde durch Fliegerbomben versenkt.
10. ↑  1876/77 für das Kaiserliche Lotsenkommando Tonnen- und Bakenamt an der Jade in Wilhelmshaven gebaut. 1915 war auch als Kriegs-FS auf Position das FS MINSENER SAND II eingesetzt. 1920 wurde wegen Mittelkürzung die FS Station aufgegeben.
11. ↑  Der Bremer Senat der Freien Hansestadt Bremen hat die Auslegung eines zweiten Leuchtschiffes in der Wesermündung bei der Bremer Bake bei der Bauwerft Johann Lange, Grohn (Bremen-Vegesack) beauftragt. 1840 ausgelegt in der Nähe der Bremer Bake und des Eingangs zum Wurster Fahrwasser. 1842 verlegt auf Station Mellum-Plate und 1853 ersetzt durch Leuchtschiff "Bremen 1".
1869 im Januar kam das Leuchtschiff durch Versteigerung in Geestemünder Besitz.
12. ↑  Das Feuerschiff wurde vom Senat der Freien Hansestadt Bremen wegen des steigenden Schiffsverkehrs in der Außenweser in Auftrag gegeben und von der Werft A.G. "Weser", als Eiserner Dreimastschoner mit Pfahlmasten gebaut. Im Juni 1889 wurde die Weser wieder eingezogen, da der Neubau Weser I ihre Station übernahm. Nach der Umbenennung in Bremen im Jahr 1900 erfolgte die Auslegung auf die Station Bremen westlich der Tegeler Plate. Während des Ersten Weltkriegs diente das Schiff als Hilfsfahrzeug bei der Kaiserlichen Marine. Das Schiff sank bei einem Einsatz als Sperrfahrzeug vor der Eckernförder Bucht im Mai 1945.
13. ↑  Wurde 1888 als Leuchtschiff WESER auf der Werft von Johann Lange in Vegesack gebaut. Der erste Einsatz war auf Position Weser ab 1889. Im Jahr 1936 erhielt das Schiff einen Viertakt-Schiffsdieselmotor. An Stelle des mittleren Mastes besitzt das Schiff daher einen Schornstein. Von 1954 bis 1955 und 1956 bis 1966 machte das Schiff Dienst auf Position Bremen, und von 1966 bis 1977 auf Position Elbe 3. Die Außerdienststellung war am 23. Mai 1977 in Cuxhaven. Seit 1979 liegt das Schiff im Museumshafen Oevelgönne in Hamburg und wird dort von einer ehrenamtlichen Besatzung des Vereins in betriebsfähigem Zustand erhalten.
14. ↑  Nach Außerdienststellung ab 1983 als Museum-Restaurant am Bontekai, Wilhelmshaven, ab 2017 Nordfrostkai, dann im Handelshafen aufgelegt und nicht mehr zugängig. 2023 Restaurierung auf der Neuen Jadewerft
15. ↑  Der Bremer Senat der Freien Hansestadt Bremen hat die Bauwerft: D. Oltmanns Wwe, Motzen/Unterweser 1853 mit dem Bau als Ersatz für Leuchtschiff "Weser Nr.2" beauftragt. 1853 ausgelegt bei Mellum-Plate, die spätere Station Bremen. 1901 im Herbst eingezogen, Ersatz-Neubau Feuerschiff "Weser II". 1902 im Februar verkauft an Fa. Deetjen, Elsfleth.
16. ↑  Während des Ersten Weltkriegs diente das Schiff als Hilfsfahrzeug bei der Kaiserlichen Marine. Das Schiff sank bei einem Einsatz als Sperrfahrzeug vor der Eckernförder Bucht im Mai 1945.
17. ↑  FS BREMEN II 1939–1945 Kriegsmarine LS "R", Wachschiff 21, Küstenschutz DKP 37, VPS-Schiff VS 249, 1949– | 1954 auf Position, 1957 in Bremerhaven verschrottet
18. ↑  FS BREMEN III 1954–1955, 1955-1956 ex. FS NORDERNEY I, danach bis 1966 auf Position bis zur Aufhebung der Station. Weiterer Einsatz auf Position Elbe 3.
19. ↑  1941 auf der Jos.L.Meyer Werft in Papenburg mit der Bau-Nr. S 436 aus genietetem Stahl gebaut und mit vielen Unterbrechungen erst 1948 ausgeliefert. Mit einer Länge von 57,30 m und einer Wasserverdrängung ~ 1000 t das größte je gebaute bemannte deutsche Feuerschiff.
20. ↑  Ab 1905 bis 1919 neue Position mit FS BM BARTELS. Ab 1919 neue Position und von 1939 bis 1945 mit FS NORDERNEY I. Station wurde 1973 aufgelöst
21. ↑  1905 bis 1914 war das FS BM BARTELS auf Station und segelt heute noch als umgebaute Barkentine ATLANTIS (IMO 8333635) über die Meere. Das vorletzte Feuerschiff auf dieser Position 1945–1966 FS BM ABENDROTH, ex. FS EIDER von 1908-1927). Das letzte Feuerschiff auf dieser Position 1966–1977 FS ELBE 3, ex. Leuchtschiff WESER wurde 1888 auf der Werft von Johann Lange in Vegesack gebaut. Die Außerdienststellung war am 23. Mai 1977 in Cuxhaven. Seit 1979 liegt das Schiff im Museumshafen Oevelgönne in Hamburg und wird dort von einer ehrenamtlichen Besatzung des Vereins in betriebsfähigem Zustand erhalten.
22. ↑  Ab 1905 bis 1919 neue Position mit FS Senator BROCKES (Werft H.C.Stülcken, Hamburg 1911) auf Station und segelt heute noch als umgebaute Bark EUROPA (IMO 8951932) über die Meere. Ab 1919 bis 1939 neue Position mit FS BM KIRCHENPAUER und neue Position 1939 bis 1944
23. ↑  Von 1911 bis 1912 Feuerschiff NEPTUN als RRESERVE-Feuerschiff und von 1912 bis 1919 FS BM KIRCHENPAUER.
24. ↑  1891 im Juni 0,9 sm oberhalb der Oste-Mündung auf der Elbe ausgelegt. 1891 im November eingezogen und gegen ein zweimastiges Feuerschiff ersetzt. 1921 am 2. November Feuerschiff vertrieben und auf dem Baljer Watt gestrandet, Station wurde aufgegeben. Ersatz durch eine schwarze Leuchttonne Oste Riff ausgelegt.
25. ↑  1859 im November am NW-Ende des Comarsandes auf der Elbe ausgelegt. 1877 im Dezember eingezogen. 1896 Feuerschiff hat im Januar wg. Eisgang die Station verlassen.
26. ↑  1891 auf der Elbe ausgelegt.
27. ↑  1815 bis 1833 das erste Leuchtschiff EIDER strandet. Es folgt ein zweimastiger Neubau. Erst 1909 wird auf der Eiderwerft, Tönning eine dreimastige eiserne Galiote gebaut. Die Station wurde 1926 aufgegeben. Das Schiff wurde RESERVE-Feuerschiff für die Stationen ELBE 1, 2, und 3 bis 1945.
28. ↑  1877 Neubau bis 1909 auf Station
29. ↑  Das Feuerschiff wurde 1908 von der Werft Eiderwerft, Tönning Bau-Nr. 89
30. ↑  Das Feuerschiff wurde 1906–1908 auf der Werft G.H.Thynen Werft in Brake, Bau-Nr. S 21 als Dreimastschoner mit Notbesegelung für die FS-Station Ausseneider gebaut.
31. ↑  Das Feuerschiff wurde 1906 bis 1907 von der A.G."Weser" in Bremen, Bau-Nr. 158 und Baukosten 260.000 Mark, für das Königliche Wasserbauamt Husum gebaut. Angetrieben wurde das Schiff zunächst von einer 150 PS leistenden Dampfmaschine. 1907 ausgelegt auf der neueingerichteten Station Amrumbank. 1916-1918 im Dienst der Kaiserlichen Marine. 1919 Umbenennung in "Reserve Tönning", RESERVE-FS für die Stationen Amrumbank und Außeneider. 1939-1944 während des Zweiten Weltkrieges bei der Kriegsmarine als Hafenschutzboot "Dow 124" in der westl. Ostsee eingesetzt. 1944 durch Feindeinwirkung in der Kieler Bucht gesunken. 1952 im Juli wurde das Wrack des gesunkenen Feuerschiffs beseitigt.
32. ↑  1914 – 1915 auf der Bauwerft Jos.L. Meyer in Papenburg, Bau Nr. 317, Baukosten 480.000 RM. 1918 kurzzeitig als Kriegs-FS auf der Jade. Von 1919 bis 1939 auf Position vor Amrum. Nach dem Krieg als RESERVE-Feuerschiff auf versch. Stationen. 1969 übernimmt sie die neue Position Deutsche Bucht. 1983 wird die "Amrumbank II" durch das Feuerschiff Kiel III ersetzt und am 19.10.1983 in Emden außer Dienst gestellt.
Heute ist das noch fahrbereite Feuerschiff mit der Aufschrift "Deutsche Bucht" versehen.
Es wurde 1983 von einem Emder Verein – dem Arbeitskreis Museums-Feuerschiff e. V. gekauft und zum schifffahrtshistorischen Museum mit dem Schwerpunkt Seezeichentechnik umgebaut. Außerdem beherbergt es eine Funkstation, ein Trauzimmer des Emder Standesamtes und ein Bordrestaurant.
33. ↑  1983 wird das FS DEUTSCHE BUCHT (ex. AMRUMBANK II durch das FS KIEL III ersetzt und am 19.10.1983 in Emden außer Dienst gestellt.
Heute ist das noch fahrbereite Feuerschiff mit der Aufschrift "Deutsche Bucht" versehen.
Es wurde 1983 von einem Emder Verein – dem Arbeitskreis Museums-Feuerschiff e. V. gekauft und zum schifffahrtshistorischen Museum mit dem Schwerpunkt Seezeichentechnik umgebaut. Außerdem beherbergt es eine Funkstation, ein Trauzimmer des Emder Standesamtes und ein Bordrestaurant. Seit 1999 ist das Museumsschiff ein eingetragenes Kulturdenkmal der Stadt Emden.
34. ↑  1983 wird das FS DEUTSCHE BUCHT durch das Feuerschiff ex. KIEL III ersetzt, 1986 wird die Station aufgehoben und das Feuerschiff außer Dienst gestellt. Ab 1988 nach Umbau zur Bark ALEXANDER von HUMBOLDT.

Mit der Außerdienststellung der Borkumriff IV am 15. Juli 1988 endete der Einsatz bemannter deutscher Feuerschiffe. Heute sind in deutschen Gewässern noch drei unbemannte Feuerschiffe (UFS) abwechselnd auf zwei Stationen im Einsatz:
- Station „GW/EMS“ (German Bight Western Approach) vormals „TW/EMS“ (Tiefenwasserweg / Ems) auf Position: 54° 10′ 00″ N, 006° 20′ 48″ O
- Station „GB“ (German Bight) vormals „Deutsche Bucht“ auf Position: 54° 10′ 00″ N, 007° 27′ 00″ O

## Stationen Ostsee
| Stationsname             | Auslegung                              | Aufhebung | Bereich                      | Stationsposition                      | Bemerkungen |
| ------------------------ | -------------------------------------- | --------- | ---------------------------- | ------------------------------------- | --- |
| Station Kalkgrund        | FS KALKGRUND, 1904                     |           | Flensburger Förde            | 54° 50′ 0″ N, 9° 53′ 0″ OSeekarte     | Station Kalkgrund: besetzt 1876 – 1924 |
| FS KALKGRUND I           | 1876                                   | 1906      | Flensburger Förde            |                                       | Rotes Holzschiff mit 2 Pfahlmasten. |
| FS RESERVE SONDERBURG    | 1906                                   | 1910      | Flensburger Förde            |                                       | Segelschiffsrumpf als 3-Mast-Schoner getakelt. Nach Umbau 1988 noch Jahre als stählerne Bark mit grünen Segeln als Botschafter auf den Meeren zuhause.                                                             |
| FS KALKGRUND II ()       | 1910                                   | 1924      | Flensburger Förde            |                                       | Rotes dreimastiges Stahlschiff. Heute noch als Zweimast-Gaffel-Schoner auf See. |
| Station Flensburg        | FS FLENSBURG (ex. KALKGRUND), 1961     |           | Flensburger Förde            | 54° 50′ 18″ N, 9° 53′ 55″ OSeekarte   | Station Flensburg: besetzt 1924 – 1963 |
| FS FLENSBURG ()          | 1924                                   | 1963      | Flensburger Förde            | 54° 50′ 00″ N, 009° 53′ 00″ O         | ex. FS KALKGRUND II, rotes dreimastiges Stahlschiff. |
| Station Stollergrund     |                                        |           | Kieler Bucht                 | 54° 30′ 25″ N, 10° 17′ 40″ OSeekarte  | Station Stollergrund: besetzt 1892–1905 |
| FS STOLLERGRUND          | 1892                                   | 1905      | Kieler Bucht                 |                                       | Feuerschiff in der Kieler Außenförde ausgelegt. |
| Station Bülk             |                                        |           | Kieler Bucht                 | 54° 27′ 52″ N, 10° 15′ 24″ OSeekarte  | Station Bülk: besetzt 1905 – 1922 |
| FS BÜLK                  | 1905                                   | 1922      | Kieler Bucht                 |                                       | Rotes zweimastiges Schiff. |
| Station Gabelsflach/Kiel | FS KIEL, 1966                          |           | Kieler Bucht                 | 54° 29′ 0″ N, 10° 16′ 0″ OSeekarte    | Station Gabelsflach: besetzt 1905–1922, Kiel: besetzt 1922–1967 |
| FS GABELSFLACH           | 1905                                   | 1922      | Kieler Bucht                 |                                       | Feuerschiff auf Station. |
| FS KIEL II               | 1922                                   | 1945      | Kieler Bucht                 | 54° 29′ 00″ N, 010° 16′ 18″ O         | Feuerschiff wurde 1945 durch Fliegerbomben zerstört. |
| FS KIEL III              | 1946                                   | 1967      | Kieler Bucht                 | 54° 30′ 00″ N, 010° 18′ 00″ O         | ex. FS RESERVE SONDERBURG auf Station ab 1946. |
| Station Fehmarnbelt      | FS FEHMARNBELT (ex. AUSSENEIDER), 2007 |           | Fehmarnbelt                  | 54° 34′ 24″ N, 11° 6′ 30″ OSeekarte   | Station Fehmarnbelt: besetzt 1902–1984 |
| FS FEHMARNBELT           | 1902                                   | 1905      | Fehmarnbelt                  |                                       | ex. FS EIDER I; rotes Schiff mit drei Pfahlmasten |
| FS FEHMARNBELT           | 1905                                   | 1965      | Fehmarnbelt                  |                                       | Rotes Schiff mit drei Pfahlmasten. |
| FS FEHMARNBELT           | 1965                                   | 1984      | Fehmarnbelt                  | 54° 36′ 00″ N, 011° 09′ 00″ O         | ex. FS AUSSENEIDER; rotes Stahl-Schiff mit drei Pfahlmasten. |
| Station Jasmund          | FS BREMEN (ex. JASMUND), 1938          |           | vor Rügen                    | 54° 36′ 0″ N, 13° 41′ 0″ OSeekarte    | Station Jasmund: besetzt 1910–1925 |
| FS JASMUND               | 1910                                   | 1912      | vor Rügen                    |                                       | ex. FS RESERVE SONDERBURG auf Station ab 1910. |
| FS JASMUND ()            | 1912                                   | 1925      | vor Rügen                    |                                       | Rotes, zweimastiges Schiff mit Bugspriet |
| Station Palmerort        |                                        |           | Greifswalder Bodden          | 54° 12′ 30″ N, 13° 24′ 18″ OSeekarte  | Station Palmerort: besetzt 1868 – 1926 |
| FS PALMERORT I           | 1868                                   | 1876      | Greifswalder Bodden          |                                       | Als Jacht getakeltes rotes Schiff. |
| FS PALMERORT II          | 1876                                   | 1926      | Greifswalder Bodden          |                                       | Rotes einmastiges Schiff. |
| Station Elb und Bock     |                                        |           | Stettiner Haff               | 53° 49′ 14″ N, 13° 57′ 56″ OSeekarte  | Station Elb und Bock: besetzt 1905 – 1926 |
| FS ELB UND BOCK          | 1905                                   | 1909      | Stettiner Haff               |                                       | Einmastiges rotes Schiff mit dem Namen in weißer Schrift an beiden Seiten. |
| FS ELB UND BOCK II       | 1909                                   | 1926      | Stettiner Haff               | 53° 50′ 00″ N, 014° 00′ 00″ O         | ex. FS KAISERFAHRT II; einmastiges rotes FS mit dem Namen in weißer Schrift an beiden Seiten. |
| Station Stettiner Haff   |                                        |           | Stettiner Haff               | 53° 47′ 0″ N, 14° 18′ 0″ OSeekarte    | Station Stettiner Haff: besetzt 1862–1926 |
| FS WOITZIG I             | 1862                                   | 1891      | Stettiner Haff               |                                       | Angemietetes Leichterschiff |
| FS WOITZIG II            | 1891                                   | 1926      | Stettiner Haff               |                                       | Kleineres Fahrzeug mit einem Mast, rot gestrichen, mit dem Stationsnamen in weißen Lettern auf dem Rumpf. |
| Station Kaiserfahrt      |                                        |           | Odermündung                  | 53° 48′ 12″ N, 014° 21′ 12″ OSeekarte | Station Kaiserfahrt: besetzt 1891–1903 |
| FS KAISERFAHRT I         | 1880                                   | 1892      | Odermündung                  |                                       | ex. FS Kricks II. Kleineres Fahrzeug mit einem Mast, rot gestrichen, mit dem Stationsnamen in weißen Lettern auf dem Rumpf.                                                                                        |
| FS KAISERFAHRT II        | 1892                                   | 1903      | Odermündung                  |                                       | Einmastiges, rotes FS mit dem Namen in weißer Schrift an beiden Seiten. |
| Station Kricks           |                                        |           | Odermündung                  | 53° 49′ 39″ N, 14° 29′ 40″ OSeekarte  | Station Kricks: besetzt 1858–1881 |
| FS KRICKS I              | 1858                                   | 1860      | Odermündung                  |                                       | Kleineres Fahrzeug mit einem Mast, rot gestrichen, mit dem Stationsnamen in weißen Lettern auf dem Rumpf. |
| FS KRICKS II             | 1860                                   | 1881      | Odermündung                  |                                       | Kleineres Fahrzeug mit einem Mast, rot gestrichen, mit dem Stationsnamen in weißen Lettern auf dem Rumpf. |
| Station Swantewitz       |                                        |           | Odermündung                  | 53° 40′ 30″ N, 14° 31′ 24″ OSeekarte  | Station Swantewitz: besetzt 1858–1901 |
| FS SWANTEWITZ I          | 1858                                   | 1860      | Odermündung                  |                                       | Angemietetes Leichterschiff mit Jachttakelung |
| FS SWANTEWITZ II         | 1860                                   | 1880      | Odermündung                  |                                       | Einmastiges Schiff aus Eichenholz, Bauwerft Schiffbaumeister Hartwich, Swinemünde. |
| FS SWANTEWITZ III        | 1880                                   | 1901      | Odermündung                  |                                       | Einmastiges rotes Schiff aus Eisen, Bauwerft Maschinenfabrikanten Avon & Gollnow, Grabow a.Rg. 1901 Station aufgehoben                                                                                             |
| Station Adlergrund       | FS ADLERGRUND, 1887                    |           | Pommersche Bucht, Adlergrund | 54° 48′ 10″ N, 14° 21′ 59″ OSeekarte  | Station Adlergrund: besetzt 1884–1941 |
| FS ADLERGRUND I ()       | 1884                                   | 1913      | Pommersche Bucht, Adlergrund | 54° 50′ 2″ N, 14° 21′ 59″ O           | Rotes zweimastiges Holzschiff, am Topp des Hauptmastes, einen schwarzen Ball aus Rohrgeflecht, außerdem hat das Schiff noch einen Treibermast und führt den Namen „ADLER-GRUND“ in weißer Farbe auf beiden Seiten. |
| FS ADLERGRUND III        | 1921                                   | 1939      | Pommersche Bucht, Adlergrund |                                       | Rotes, zweimastiges Stahl-Schiff, das an beiden Bordseiten die weiße Aufschrift ADLERGRUND trägt. Zwischen den Masten befindet sich ein turmartiger Aufbau mit der Laterne.                                        |

Anmerkungen
1. ↑  1906 als Reserve-Feuerschiff FS RESERVE SONDERBURG von der Abteilung Wasserbau des preußischen Ministeriums der öffentlichen Arbeiten geplant und in Auftrag gegeben. Am 10. September 1906 lief es bei der A.G.„Weser“ in Bremen mit der Baunummer 155 vom Stapel. Es war das erste von vier Schwesterschiffen; die anderen drei waren die FS NORDERNEY I (heute Museumsschiff in Wilhelmshaven), die FS NORDERNEY II und die FS AMRUMBANK I (beide im Zweiten Weltkrieg zerstört). Das Schiff wurde nach Fertigstellung durch das Wasserbauamt Flensburg eingesetzt. Nach der Inbetriebnahme des neu erbauten Leuchtturms Kiel verließ das Feuerschiff zum 5. Juli 1967 die Station. Von 1967 bis 1986 als Reserve-Feuerschiff auf verschiedenen Stationen, danach Außerdienstsetzung und ab 1988 nach Umbau zur Bark Alexander von Humboldt.
2. ↑  Das Feuerschiff Kalkgrund wurde 1910 für 184.000 Goldmark als Dreimastschoner von der Flensburger Schiffbau-Gesellschaft, Bau-Nr. 300, gebaut. Es wurde auf die Position der Sandbank Kalkgrund in der Geltinger Bucht geschleppt und ersetzte dort ein älteres Feuerschiff von 1876, die Kalk Grund.
3. ↑  Das Feuerschiff Kalkgrund wurde 1925 umbenannt in FS FLENSBURG und versah auf Station den Dienst, mit Unterbrechungen durch den Zweiten Weltkrieg, bis 1963. Als erstes deutsches Feuerschiff erfolgte die Außerdienststellung durch einen neuen Leuchtturm. Über weitere Stationen als Hostel und Clubschiff begann ab 1992 durch Verkauf und aufwendigen Umbau zu einem Schoner ein neues Leben als Segelschiff Noorderlicht (IMO-Nr. 8650813).
4. ↑  Mit der Eröffnung des Kaiser-Wilhelm-Kanals im Jahre 1895, dem heutigen Nord-Ostsee-Kanal, musste auf Grund des enorm wachsenden Schiffsverkehrs eine Verbesserung in der Befeuerung herbeigeführt werden. In der Folge wurden zwei neue Feuerschiffe, Bülk und Gabelsflach, ausgelegt. Daraufhin wurde das Feuerschiff Stollergrund im Jahre 1905 eingezogen.
5. ↑  Als 1895 der Kaiser-Wilhelm-Kanal, der heutige Nord-Ostsee-Kanal, in Betrieb ging, reichte der Leuchtturm Bülk nicht mehr aus, um den enorm gestiegenen Schiffsverkehr in der Kieler Förde sicher zu lenken.
6. ↑  Für das eingezogene Feuerschiff Stollergrund ausgelegt.
7. ↑  Nach der Inbetriebnahme des neu erbauten Leuchtturms Kiel verließ das Feuerschiff zum 5. Juli 1967 die Station. Von 1967 bis 1986 als Reserve-Feuerschiff auf verschiedenen Stationen, danach Außerdienstsetzung und ab 1988 nach Umbau zur Bark Alexander von Humboldt.
8. ↑  1904 als Neubau durch die A.G. Weser als Dreimast-Eisen-Schoner mit Notbesegelung, erstes Feuerschiff mit Laternenmast und Gasglühlicht. Von 1965 noch als FS RESERVE-KIEL, 1967 Außerdienststellung, 1968 zum Abwracken verkauft nach Bremerhaven. Der Laternenmast des Feuerschiffes ist erhalten geblieben und kann heute auf dem Außengelände des Deutschen Schifffahrtsmuseums in Bremerhaven besichtigt werden.
9. ↑  Das Feuerschiff wurde 1906 bis 1908 von der Werft G.H. Thyen in Brake unter der Baunummer S 21 als Dreimastschoner mit Notbesegelung für die FS-Station Ausseneider gebaut. 1931 erfolgte eine Motorisierung durch die Deutschen Werke, Kiel. Das Schiff war bis zum Kriegsbeginn 1939 auf Station, nach dem Krieg auf verschiedenen Stationen als Reserve-Feuerschiff. Von 1965 bis 1984 als FS FEHMARNBELT auf Position. Seit 1989 wird es als Museumsschiff in Lübeck in Fahrt gehalten.
10. ↑  Das Schiff wurde nach Fertigstellung durch das Wasserbauamt Flensburg eingesetzt. Von 1910 bis 1925 als Reserve-Feuerschiff auf verschiedenen Stationen.
11. ↑  FS JASMUND 1912–1925 auf Station, danach Verlegung auf die Station Bremen.
12. ↑  Von 1868 auf Weisung der Königlichen Regierung zu Stralsund. Das Schiff von 43 Fuß Länge trägt an beiden Seiten mit weißen Buchstaben den Namen Palmerort und im Top des Mastes einen roten Ballon.
13. ↑  1875/76 auf Bauwerft von Schiffbaumeister Juhl in Stralsund als Ersatz für das Vorgängerschiff gebaut. Trägt an beiden Seiten mit weißen Buchstaben den Namen Palmerort und im Top des Mastes einen roten Ballon. 1925 Aufhebung der Station und Ersetzung durch eine Leucht-Schalltonne.
14. ↑  1891/92 von der Bauwerft J.W.Klawitter, Danzig, gefertigt. Nach der Fertigstellung der Kaiserfahrt-Molen mit Leuchtfeuer als Ersatz für das erste Feuerschiff auf Station ausgelegt.
15. ↑  Von 1858 bis 1880. Nach Fertigstellung der Kaiserfahrt bestand an dieser Stelle kein Bedarf mehr für ein Feuerschiff, daher wurde diese Station aufgegeben. Das Feuerschiff selbst verlegte auf die neue Position Feuerschiff Kaiserfahrt, welche die südliche Ansteuerung der Kaiserfahrt markierte. Es wurde 1891 durch einen Neubau abgelöst.
16. ↑  Nach Fertigstellung der Kaiserfahrt wurde das Feuerschiff auf die neue Position, welche die südliche Ansteuerung der Kaiserfahrt markierte, ausgelegt. Es wurde 1891 durch einen Neubau abgelöst.
17. ↑  1891/92 von der Bauwerft J.W.Klawitter, Danzig, gefertigt.
18. ↑  Kleines, angemietetes Leichterfahrzeug. Es wurde 1860 durch einen Neubau abgelöst.
19. ↑  Von 1858 bis 1880. Nach Fertigstellung der Kaiserfahrt bestand an dieser Stelle kein Bedarf mehr für ein Feuerschiff, daher wurde diese Station aufgegeben. Das Feuerschiff selbst verlegte auf die neue Position Feuerschiff Kaiserfahrt, welche die südliche Ansteuerung der Kaiserfahrt markierte. Es wurde 1891 durch einen Neubau abgelöst.
20. ↑  Seit 1870 wurde zur Bekämpfung der Gefahren, welche die Untiefen des Adlergrundes der Seeschifffahrt in der Ostsee bereiten, die Auslegung eines Feuerschiffes gefordert. 1883 wird durch das Hydrographische Amt in Berlin, Behörde: Küstenbezirksamt II in Stettin ein Feuerschiff auf der Kaiserlichen Werft Danzig in Auftrag gegeben und mit der Bau-Nr. 38 gebaut. 1884 auf dem „Adler Grund“ südwestlich der Insel Bornholm ausgelegt. 1901 wurde das Feuerschiff auf eine neue Position wegen Grundgefahren ausgelegt. 1914 bis 1918 im Kriegseinsatz der Kaiserlichen Marine und 1919 außer Dienst gestellt.
21. ↑  Von 1914 bis 1921 wurde die Station durch das Reserve-Feuerschiff OSTSEE besetzt. Ab 1921 erfolgte die Übernahme der Station durch das neue, 1914 auf der Bauwerft Nüscke & Co., Stettin, Bau-Nr. 241, für Brasilien vorgesehene ex. Almirante Abbreu, gebaute Feuerschiff Adlergrund. Der Fahrantrieb mit 2 × 120-PS-Dieselmotoren wurde 1938 durch neue Dieselmotoren, nun 2 × 160 PS, erneuert. 1945 musste infolge des Krieges das Feuerschiff auf eine neue Position verlegt werden. Dort wurde es am 3. Mai 1945 bei einem britischen Fliegerangriff, ONO-lich von Leuchtturm Staberhuk, versenkt. 1953 ist das Wrack des Feuerschiffes ADLERGRUND beseitigt worden.